# Ludolf von Eltz († 1626)

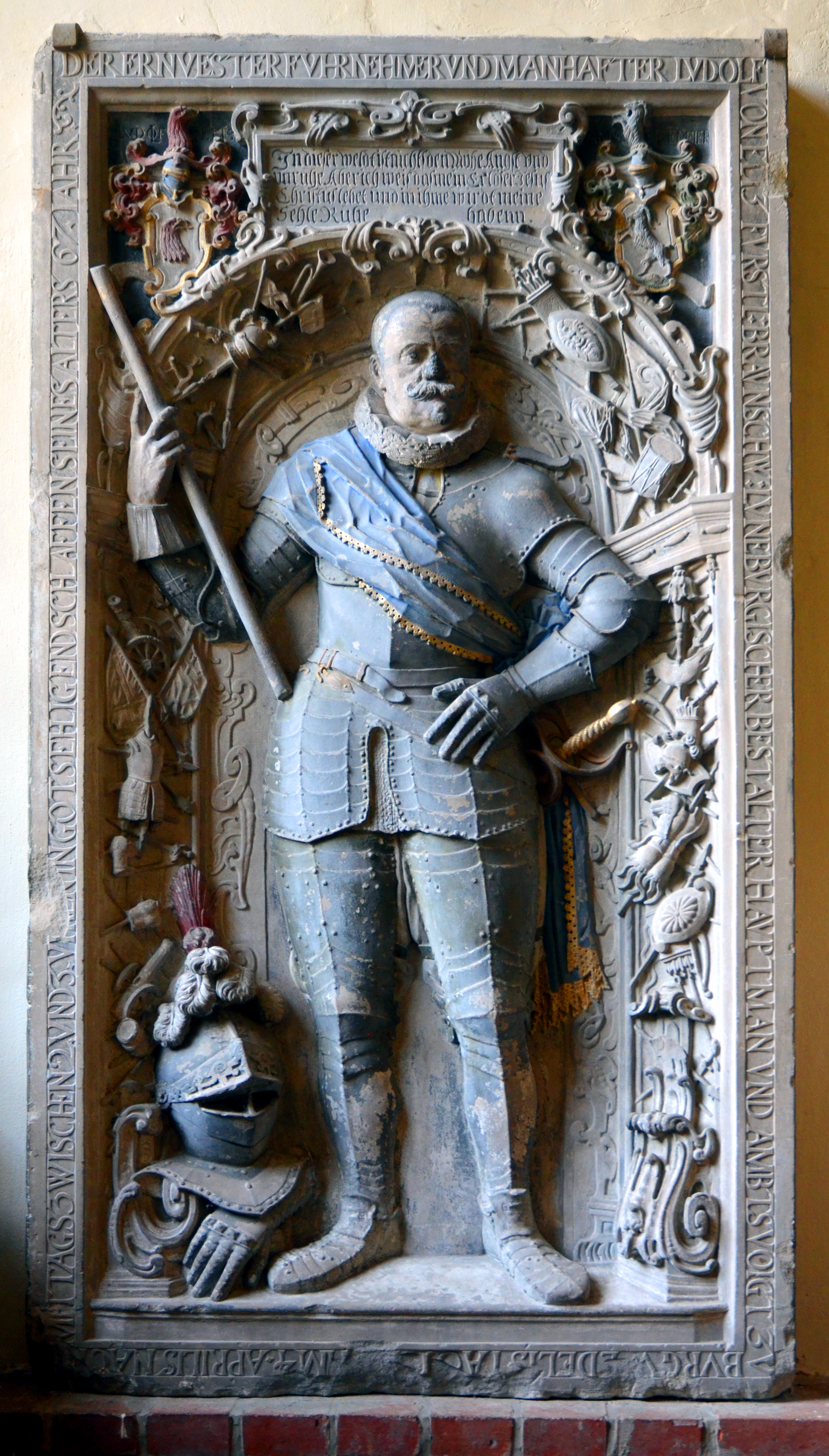
Kolorierte Grabplatte des Ludolf von Eltz in der Kirche St. Petrus in Burgwedel

Ludolf von Eltz (auch: Ludolff von Eltz und Ludolph von Eltz; * um 1559; † 1626 in Burgwedel) war ein deutscher Hauptmann und Burgwedeler Amtsvogt.

## Leben

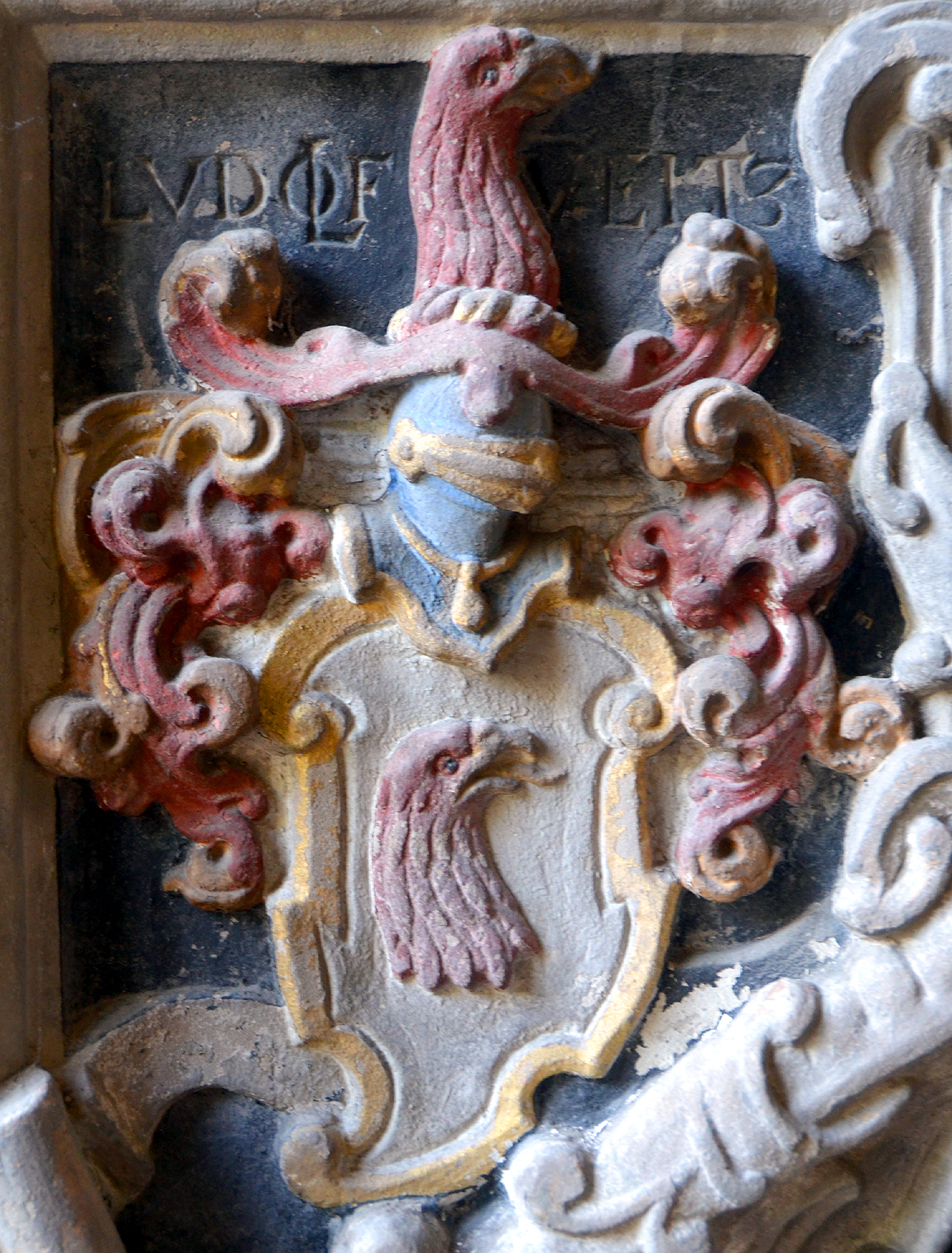
Wappen des Adelsgeschlechtes von Eltz am Grabmal von Ludolf von Eltz

Ludolf von Eltz nahm im Herzogtum Braunschweig-Lüneburg die Aufgaben eines Hauptmannes wahr und wirkte von 1590 bis zu seinem Tod im Jahr 1626 als Amtsvogt in der Amtsvogtei Burgwedel.
Ein von Ludolf von Eltz bestätigter und von diesem am 18. Juni 1618 mit Wachs „besiegelter“ Kaufvertrag über die – im Eck der heute aufeinander zulaufenden Straßen Bruchholzwiesen und Am Flöth ehemals gelegene – Flotwiese ist heute, mit der Umschrift „Sanctus Petrus“, die älteste erhaltene Siegeldarstellung der St. Petrus-Kirche im Kirchspiel Burgwedel.
Vom 15. Juni 1626 datiert auch eine von Ludolf von Eltz unterzeichnete Pergamenturkunde über die Verwendung eines Kirchengestühls in einem Streitfall mit dem Bürger Hans Papman. Nachdem die streitenden Parteien dem Konsistorium in Celle ihre Eingaben gemacht hatten, fällte von Eltz in seiner Aufgabe als Richter „ein wahrhaft salomonisches Urteil“, durch das beide Seiten befriedet werden konnten. Nachdem während des Dreißigjährigen Krieges – „vermutlich bei einem Raubüberfall dänischer Truppen“ – sämtliche Unterlagen vor 1626 vernichtet worden waren, ist das von Ludolf von Eltz unterschriebene Dokument heute das älteste erhaltene im Archiv von St. Petri.

## Farbig bemalter Grabstein

Allianzwappen von Ludolf von Eltz und Anna Ziegenmeyer

Eine nahezu lebensgroße Darstellung des Ludolf von Eltz in voller Ritterrüstung findet sich auf einer steinernen Grabplatte im Südanbau von St. Petri. Das Kunstdenkmal beschrieb der Denkmalschützer Carl Wolff Anfang des 20. Jahrhunderts: „Ebendort ist ein sehr schön gearbeiteter, farbig behandelter Grabstein (Fig. 5) aufgestellt; in einer halbkreisförmig überdeckten Nische steht der Verstorbene im Harnisch, umgeben von Helm, Handschuhen, Waffenstücken und Siegeszeichen mannigfacher Art. Oben befinden sich zwei Wappen, bezeichnet: ‚Lvdolf v. Eltz‘ und ‚Anna Zigemeier‘.“
Auf einem Feld oberhalb der Nische findet sich die Inschrift „In dieser weldt ist nichts den Mvhe Angst vnd unruhe Aber ich weis das mein Erlöser . Jesus Christus lebet und in ihme wirdt meine Sehle Ruhe habenn.“
Carl Wolff zitierte die Lapidar-Umschrift der seinerzeit teilweise noch vom Fußboden bedeckten Platte wie folgt: „Der ernvester fvhrnehmer vnd manhafter Lvdolf von Eltz Fvrstl: / Bravnschw : Lvnebvrgischer bestalter Havptman vnd Ambtsvoig . . / / .tags zwischen 2. vnd 3. Vhren in Got sehlig / endschlaffen seines Alters 67. Jahr.“

## Familie
Ludolf von Eltz war verheiratet mit Anna Ziegenmeyer (auch Zigemeier). Sein Sohn war der Amtsvogt Heinrich von Eltz, sein Enkel Ludolf Henning von Eltz.

## Archivalien
Archivalien von und über Ludolf von Eltz finden sich beispielsweise
- als Akte zum Anbau von Flachs, Flachsfaser und den Zehnten unter dem Titel Amtsvogtei Burgwedel: Bericht des Amtsvogtes Ludolf von Eltz zu Burgwedel über den Flachszehnt und warum jährlich Leinwand dafür zur Hofhaltung geschickt wird. Die Akte enthält das Flachszehntregister für die Laufzeit von 1578 bis 1614 und findet sich im Niedersächsischen Landesarchiv (Standort Hannover), Abteilung Celle Br. 61a Ämtersachen der (Justiz-)Kanzlei zu Celle, Städtesachen, Archivsignatur NLA HA Celle Br. 61a Nr. 2525 (alte Signatur Burgwedel Nr. 5)[4]